# Mistrzostwa Świata w Kolarstwie Przełajowym 2010
61. Mistrzostwa Świata w Kolarstwie Przełajowym odbyły się w czeskim mieście Tabor, w dniach 30-31 stycznia 2010 roku.

## Medaliści
| Konkurencja:                | Złoto:          | Czas      | Srebro:            | Czas     | Brąz:                | Czas     |
| Klasyfikacja mężczyzn       |                 |           |                    |          |                      |          |
| Elite (31 stycznia 2010)    | Zdeněk Štybar   | 1:08:58 h | Klaas Vantornout   | + 0:21 m | Sven Nys             | + 0:38 m |
| U-23 (30 stycznia 2010)     | Arnaud Jouffroy | 55:58 m   | Tom Meeusen        | + 0:25 m | Marek Konwa          | + 0:35 m |
| Juniorzy (30 stycznia 2010) | Tomáš Paprstka  | 40:30 m   | Julian Alaphilippe | + 0:00 m | Emiel Dolfsma        | + 0:09 m |
| Klasyfikacja kobiet         |                 |           |                    |          |                      |          |
| Elite (31 stycznia 2010)    | Marianne Vos    | 42:59 m   | Hanka Kupfernagel  | + 0:45 m | Daphny van den Brand | + 1:02 m |

## Szczegóły

### Zawodowcy
| Medal | Zawodnik         | Narodowość | Czas      |
| ----- | ---------------- | ---------- | --------- |
|       | Zdeněk Štybar    | Czechy     | 1:08:58 h |
|       | Klaas Vantornout | Belgia     | + 0:21    |
|       | Sven Nys         | Belgia     | + 0:38    |
| 4     | Martin Bína      | Czechy     | + 0:40    |
| 5     | Francis Mourey   | Francja    | + 0:56    |
| 6     | Martin Zlámalík  | Czechy     | + 1:02    |
| 7     | Christian Heule  | Szwajcaria | + 1:07    |
| 8     | Radomír Šimůnek  | Czechy     | + 1:18    |
| 9     | Gerben de Knegt  | Holandia   | + 1:49    |
| 10    | Bart Wellens     | Belgia     | + 2:13    |

### U-23
| Medal | Zawodnik          | Narodowość | Czas    |
| ----- | ----------------- | ---------- | ------- |
|       | Arnaud Jouffroy   | Francja    | 55:58 m |
|       | Tom Meeusen       | Belgia     | + 0:25  |
|       | Marek Konwa       | Polska     | + 0:35  |
| 4     | Arnaud Grand      | Szwajcaria | + 0:37  |
| 5     | Robert Gavenda    | Słowacja   | + 0:39  |
| 6     | Sascha Weber      | Niemcy     | + 0:48  |
| 7     | Tijmen Eising     | Holandia   | + 0:59  |
| 8     | Elia Silvestri    | Włochy     | + 1:06  |
| 9     | Matteo Trentin    | Włochy     | + 1:12  |
| 10    | Lars van den Haar | Holandia   | + 1:12  |

- Zwycięzca - Paweł Szczepaniak oraz drugi na mecie Kacper Szczepaniak zostali zdyskwalifikowani za stosowanie dopingu (EPO) i pozbawieni medali.

### Juniorzy
| Medal | Zawodnik                | Narodowość | Czas    |
| ----- | ----------------------- | ---------- | ------- |
|       | Tomáš Paprstka          | Czechy     | 40:30 m |
|       | Julian Alaphilippe      | Francja    | + 0:00  |
|       | Emiel Dolfsma           | Holandia   | + 0:09  |
| 4     | Matěj Lasák             | Czechy     | + 0:19  |
| 5     | Gianni Vermeersch       | Belgia     | + 0:20  |
| 6     | Gert-Jan Bosman         | Holandia   | + 0:39  |
| 7     | David Menut             | Francja    | + 0:48  |
| 8     | David van der Poel      | Holandia   | + 0:48  |
| 9     | Laurens Sweeck          | Belgia     | + 0:56  |
| 10    | Michiel van der Heijden | Holandia   | + 1:00  |

### Kobiety
| Medal | Zawodnik                 | Narodowość | Czas    |
| ----- | ------------------------ | ---------- | ------- |
|       | Marianne Vos             | Holandia   | 42:59 m |
|       | Hanka Kupfernagel        | Niemcy     | + 0:45  |
|       | Daphny van den Brand     | Holandia   | + 1:02  |
| 4     | Kateřina Nash            | Czechy     | + 1:20  |
| 5     | Eva Lechner              | Włochy     | + 1:41  |
| 6     | Christel Ferrier-Bruneau | Francja    | + 1:47  |
| 7     | Caroline Mani            | Francja    | + 1:53  |
| 8     | Pauline Ferrand-Prevot   | Francja    | + 2:11  |
| 9     | Sanne van Paassen        | Holandia   | + 2:28  |
| 10    | Lucie Chainel-Lefèvre    | Francja    | + 2:31  |

## Tabela medalowa
| Miejsce | Państwo  |   |   |   |   |
| ------- | -------- | - | - | - | - |
| 1.      | Czechy   | 2 | 0 | 0 | 2 |
| 2.      | Francja  | 1 | 1 | 0 | 2 |
| 3.      | Holandia | 1 | 0 | 2 | 3 |
| 4.      | Belgia   | 0 | 2 | 1 | 3 |
| 5.      | Niemcy   | 0 | 1 | 0 | 1 |
| 6.      | Polska   | 0 | 0 | 1 | 1 |